# طارق اللبيب
طارق مجذوب بابكر اللبيب (31 يناير 1965 -) هو شاعر وروائي سوداني، 

## حياته
من مواليد قرية الجابراب غرب المحمية بولاية نهر النيل. نال درجة الماجستير في التفسير من جامعة القرآن الكريم والعلوم الإسلامية، وهو من أوائل المعالجين بالقران في السودان. 

## مؤلفاته
ألف العديد من الروايات بـ اللهجة العامية السودانية منها:
- رواية عجاج المسك
- رواية الهدير
- رواية الصكوك
- رواية باب الريح
- رواية ضياع الدر
- رواية ظلال المظالم
- رواية المسؤولية
- رواية التداخل.
- رواية مناهل الحق
- رواية شرف الاخلاق
- رواية رأس المال الحقيقي
- رواية داء الثعالب
- رواية عشان قلبي.
- رواية الصندل.
- رواية ضياء الماء
- رواية القماري الغريبة
- رواية الحب الخجول
- رواية انين النسايم
- رواية عجاج المسك
- رواية مزاد السعادة
- رواية اجنحة بلا ريش.
- رواية القنديل
- رواية ابتسامات مزيفة
- قوة الضمائر
- رواية العسل المسموم

وله روايات اخري بـالعربية الفصحى هي:
- رواية الشامة
- رواية ليلى فجر الصحراء
- رواية اميرة الجن المظلومة